# Associação de Futebol de Angra do Heroísmo
A Associação de Futebol de Angra do Heroísmo (AFAH) é o organismo que tutela as competições, clubes e atletas nas ilhas  Terceira, São Jorge e Graciosa, ou seja todo o antigo Distrito de Angra do Heroísmo, nos Açores.

## Competições AF de Angra do Heroísmo
| Season  | Abertura        | 1ª Divisão          | Taça Ilha Terceira | Taça Ilha São Jorge | Taça Ilha Graciosa | Supertaça      |
| ------- | --------------- | ------------------- | ------------------ | ------------------- | ------------------ | -------------- |
| 2016/17 | JD Lajense      | Fontinhas           | Fontinhas          | Marítimo Velense    | Graciosa FC        | JD Lajense     |
| 2015/16 | Velense         | Os Marítimos        | Juv. Lajense       | Marítimo Velense    | Não se realizou    | SC Vilanovense |
| 2014/15 | ?               | SC Vilanovense      | SC Vilanovense     | Velense             | Não se realizou    | SC Vilanovense |
| 2013/14 | Não se realizou | Boavista Ribeirinha | SC Vilanovense     | Velense             | Não se realizou    |                |
| 2012/13 | Não se realizou | Sp. Guadalupe       | Juv. Lajense       | Urzelinense         | Sp. Guadalupe      |                |
| 2011/12 | Não se realizou | Barreiro            |                    |                     |                    |                |
| 2010/11 | Não se realizou | Sp. Guadalupe       |                    |                     |                    |                |
| 2009/10 | Não se realizou | SC Vilanovense      |                    |                     |                    |                |
| 2008/09 | Não se realizou | Barreiro            |                    |                     |                    |                |

## Clubes nos escalões nacionais
Na época 2016–17, a Associação de Futebol de Angra do Heroísmo tinha os seguintes representantes nos campeonatos nacionais:
- No Campeonato de Portugal (Série F): Angrense, Lusitânia dos Açores e Praiense